# Torre di Gonbad-e Kavus
La torre di Gonbad-e Kavus (in persiano گنبد قابوس‎) è un monumento funerario della città di Gonbad-e Kavus (Gonbad-e Qābūs), in Iran.

## Il nome
Il nome persiano dell'edificio è برج گنبد قابوس‎ (borj gonbad-e Kāvus). Può essere trovato trascritto nella scrittura latina in diversi modi: Gonbad-e Qābūs, Gonbad-e Kāvus, Gonbad-e Ghābus o Gonbad-i Ghāboos.

## Caratteristiche
La torre è stata eretta in cima a una collina a forma di cupola alta 15 m nel centro di Gonbad-e Kavus, una città nella provincia iraniana del Golestan. Occupa la posizione centrale del parco principale della città.
L'edificio è costruito con mattoni cotti non smaltati; con un'altezza totale di 53 m, è una delle torri in mattoni più alte del mondo. Il piano della torre è decagonale, a forma di stella con 10 punte di 17 m di diametro sul terreno e 15,5 m sotto il tetto. È sormontato da un tetto conico, anch'esso in mattoni. In totale, la torre da sola è alta 53 metri.
Le pareti della torre hanno uno spessore di 3 m. Il suo interno è vuoto e presenta elementi di architettura muqarnas.
La base della torre ha un'iscrizione cufica in arabo:

## Storia

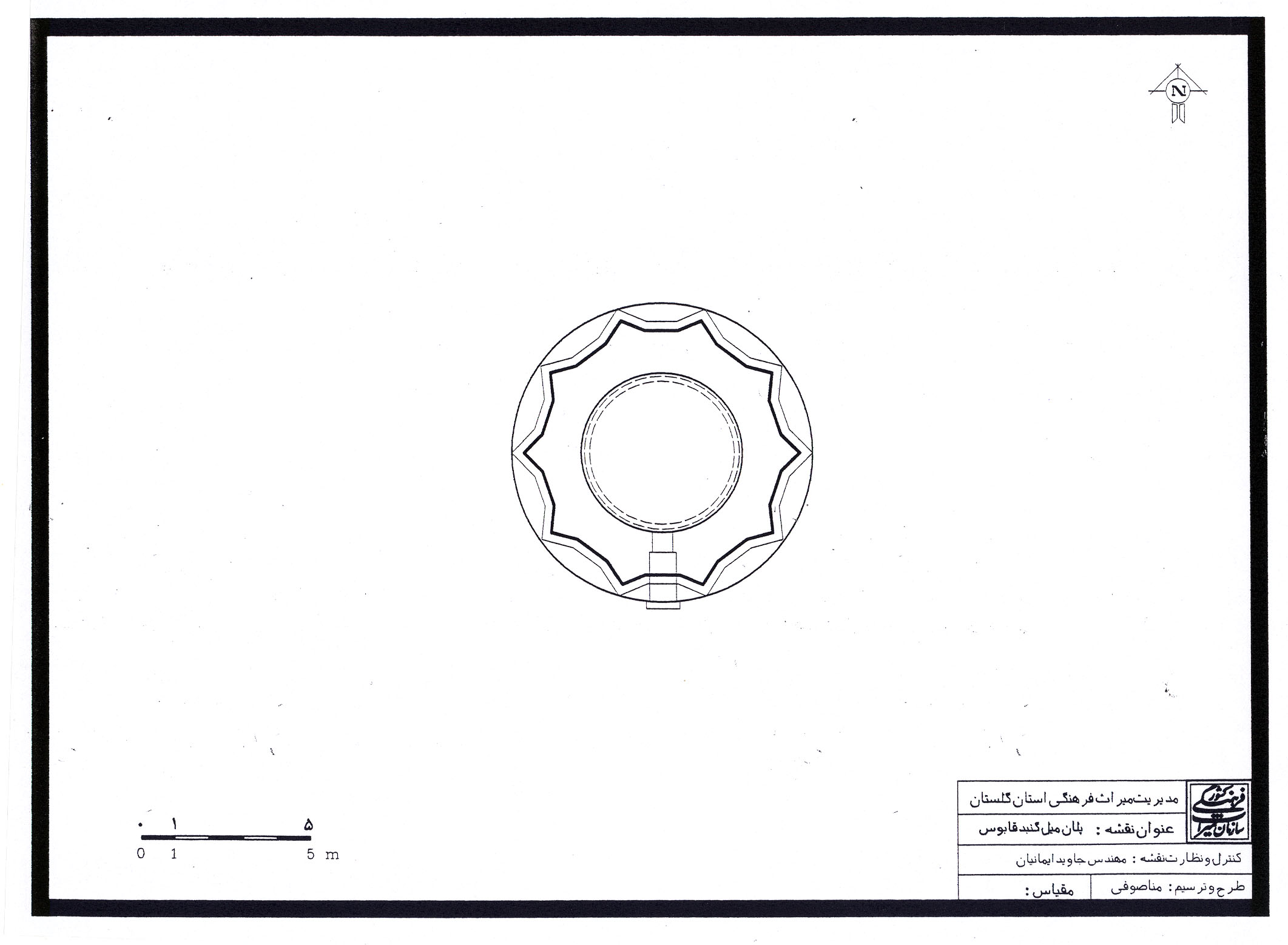
Pianta della torre

La torre è stata costruita nel 1006 per ordine del sultano studioso ziyaride Amīr Shamsu l-Ma'ali, Qābūs ibn Wushmgir. Sebbene l'iscrizione alla sua base non menzioni esplicitamente che servì da tomba al Sultano, una leggenda sostiene che il suo corpo fu esposto in una bara di vetro sospesa al soffitto della torre.
Alla sua costruzione, la torre si trova a 3 km a nord dell'antica città di Gorgan, capitale della dinastia Ziyaride. Diventa il prototipo delle torri funerarie di Iran e Asia centrale. È anche l'unica traccia sopravvissuta di Gorgan, distrutta durante le invasioni mongole nei secoli XIV e XV; la città attuale che porta il suo nome crebbe intorno alla torre all'inizio del XX secolo.
Nel 2012, quando era passato più di un millennio, la torre è stata dichiarata Patrimonio dell'umanità dall'UNESCO.

## Letteratura
Il viaggiatore e scrittore britannico Robert Byron, visitandolo, esprime un'alta opinione di questo monumento, scrivendo ne La via per l'Oxiana: